# Wynohradiwka (Bolhrad, Arzys)
Wynohradiwka (ukrainisch Виноградівка; russisch Виноградовка Winogradowka, rumänisch Burgugi) ist ein im Budschak gelegenes Dorf in der ukrainischen Oblast Odessa mit etwa 2520 Einwohnern (2024).

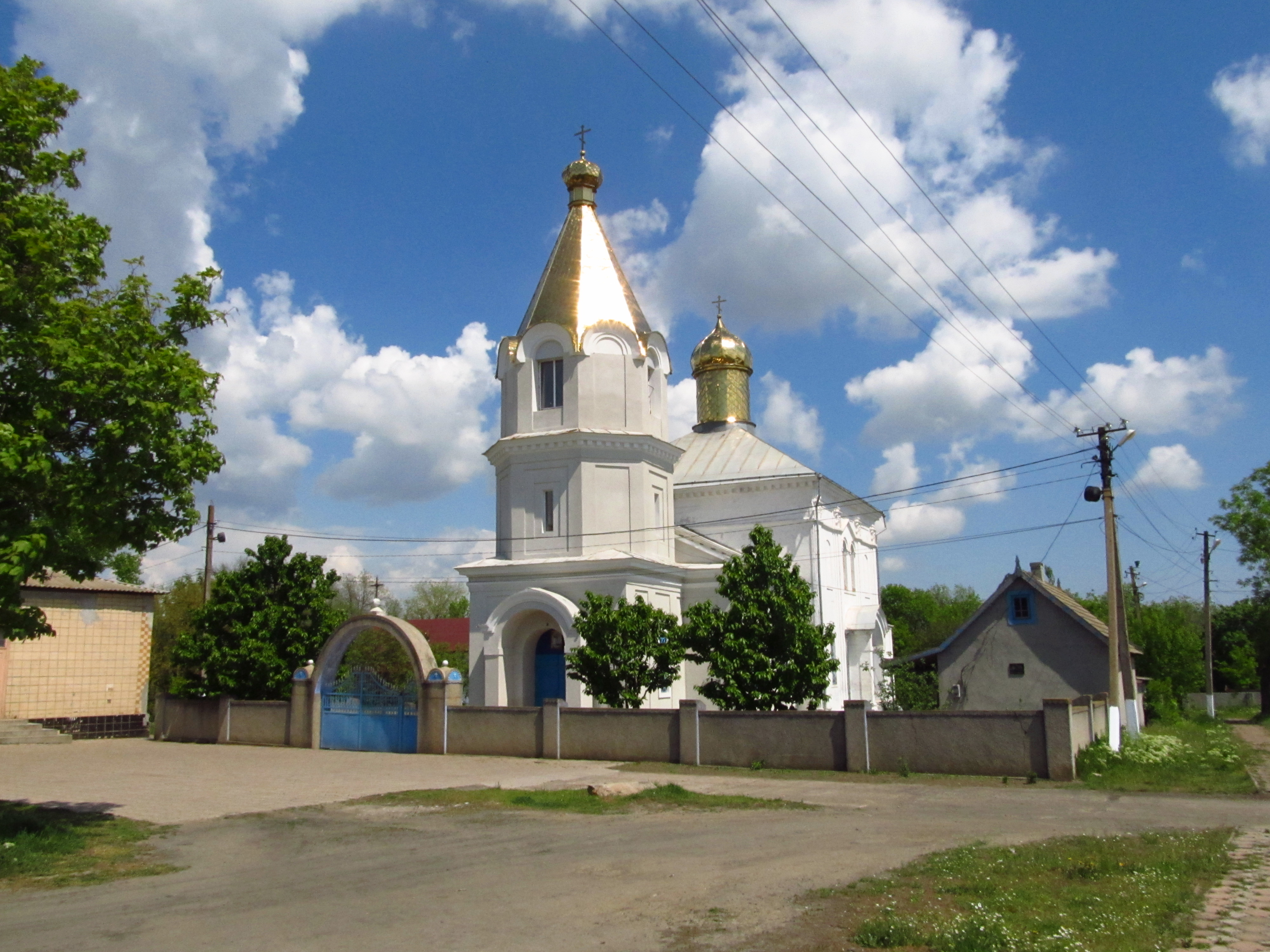
Orthodoxe Kirche im Dorf

Das 4,21 km² große Dorf liegt am Ostufer der Drakulja (Дракуля), einem 52 km langen, linken Nebenfluss der Donau 19 km südlich vom ehemaligen Rajonzentrum Arzys und 155 km südwestlich vom Oblastzentrum Odessa.

## Geschichte
Das Dorf wurde in den Jahren 1824 bis 1829 von bulgarischen Siedlern gegründet und teilt seitdem die Geschichte der im Süden Bessarabiens gelegenen Landschaft Budschak, die seit dem Frieden von Bukarest 1812 Teil des Gouvernement Bessarabien innerhalb des Russischen Kaiserreichs war. In den Wirren der Oktoberrevolution verlor Russland Bessarabien, dass sich zur 1917 Demokratischen Moldauischen Republik erklärte und im gleichen Jahr freiwillig an das Königreich Rumänien anschloss. Nach der Besetzung Bessarabiens 1940 durch die Sowjetunion lag das Dorf in der Oblast Akkerman (ab dem 7. August 1940 Oblast Ismajil) in der Ukrainischen SSR. Zu Beginn des Deutsch-Sowjetischen Krieges kam die Ortschaft 1941 erneut an Rumänien. Nachdem die Rote Armee Bessarabien 1944 zurückerobert hatte, lag das Dorf wieder in der ukrainischen Oblast Ismajil, die 1954 in der Oblast Odessa aufging. 1991 wurde Wynohradiwka Teil der unabhängigen Ukraine.

## Verwaltungsgliederung
Am 12. Juni 2020 wurde das Dorf ein Teil der Stadtgemeinde Arzys; bis dahin bildete es zusammen mit dem Dorf Plozk die Landratsgemeinde Wynohradiwka (Виноградівська сільська рада/Wynohradiwska silska rada) im Südosten des Rajons Arzys.
Seit dem 17. Juli 2020 ist es ein Teil des Rajons Bolhrad.